# アブドゥッラー・ヤフタリ
アブドゥッラー・ヤフタリ（パシュトー語: عبدالله خان  يفتلي, Abdullah Yaftali、1914年5月6日 - 2003年7月17日）は、アフガニスタンの政治家。王政時代、計画相、財務相、副首相等を務めた。アブドゥッラー・ヤクター（عبدالله خان  يکتا）とも。

## 経歴
カーブル出身。タジク人。カーブルの貴族学校、カーブル大学の自然科学学部を卒業した後、1935年に東京大学経済学部に留学した。
- 1940年代 - アメリカ在住
- 1943年 - 帰国し、国営アフガニスタン銀行の融資局長、建設銀行の役員を務めた。
- 1947年～1949年 - 財務省税務局長
- 1949年～1953年 - 国家独占局長官、カーブル大学の講師
- 1953年～1959年 - 計画省統計局長、計画次官
- 1959年～1965年 - 財務次官、財務相代行、閣僚会議書記
- 1965年3月～11月 - 計画相
- 1965年11月～1967年 - 財務相
- 1967年 - 計画相、無任所相
- 1967年10月～ - ムハンマド・ハーシム・マイワンドワール退陣後、首相代行
- 1967年～1969年 - 第二副首相
- 1969年～1971年 - 第一副首相

1971年から公職を去ったが、ムハンマド・ダーウード政権でも政治的影響力を保持し、ダーウードの国外訪問時には随行した。
1970年代末からアメリカ在住。

## パーソナル
妻帯、3男3女を有する。英語、フランス語、日本語、ロシア語を話す。
父のミルザ・モハンマド・ヤフタリーは、貴族で、大商人だった。1920年～1922年、1926年～1928年、駐ソ大使を務め、ウラジーミル・レーニンとも会見した。
叔母は、ハビーブッラー・ハーン国王の王妃。